# Venus-messe
Venus-messen i Berlin (på tysk: Venus Fachmesse) er verdens største årlige erotikmesse og fejrede i oktober 2006 sit tiårsjubilæum.
I modsætning til de danske sexmesser henvender Venus-messen sig ikke specielt til offentligheden, men er et branchetræf mellem fagfolk såsom producenter, distributører, sexarbejdere, presse etc. Offentligheden har dog i særlige tidsrum adgang til dele af messen.
På messen uddeles en række priser, oprindeligt kaldet Venus Awards. I 2003 vandt Zenropas film Pink Prison en Venus Award som Bedste Skandinaviske Film.
Fra 2006 blev prisudelingen administreret af branchebladet MEDIEN e-LINE, som ændrede prisens navn til Medien eLine Award og introducerede den såkaldte GAY e-LINE "David" Award.

## Ekstern henvisning
- Wikimedia Commons har flere filer relateret til Venus-messe

Officiel hjemmeside